# 26e parallèle sud
Pour les articles homonymes, voir 26e parallèle.
En géographie, le 26e parallèle sud est le parallèle joignant les points de la surface de la Terre dont la latitude est égale à 26° sud.

## Géographie

### Dimensions
Dans le système géodésique WGS 84, au niveau de 26° de latitude sud, un degré de longitude équivaut à 100,117 km ; la longueur totale du parallèle est donc de 36 042 km, soit environ 90 % de celle de l'équateur. Il en est distant de 2 877 km et du pôle Sud de 7 125 km,.

### Régions traversées
À partir de sa confluence avec le méridien de Greenwich (26° S, 0° E) et en se déplaçant vers l'Est, le 26e parallèle sud passe au-dessus des régions suivantes :
- Océan Atlantique ;
- Afrique :
  - Namibie ; le parallèle début à l'ouest sur la côte du désert du Namib et se poursuit à l'est jusqu'au 20e méridien, qui marque la frontière orientale de la Namibie ;
  - Afrique du Sud ;
  - Botswana ;
  - Afrique du Sud à nouveau ; le parallèle passe entre Johannesburg et Pretoria ;
  - Eswatini ; à mi-chemin, la frontière nord entre l'Afrique du Sud et le Swaziland semble descendre jusqu'à 26° 00′ S, 31° 54′ E avant de remonter ;
  - Mozambique : le parallèle quitte le continent africain légèrement au sud de Maputo, de l'autre côté du Tembe. Il traverse ensuite la baie de Maputo et passe alors au-dessus de l'île Inhaca.
- Océan Indien ; la pointe sud de Madagascar passe à 40 km au nord du parallèle.
- Australie : le parallèle atteint le pays au niveau de l'île Dirk Hartog, puis survole la baie Shark (passant au-dessus de l'île Meade). Il atteint le continent australien au niveau de la péninsule Péron avant de repasser au-dessus de la baie Shark et d'atteindre définitivement le continent, qu'il traverse d'ouest en est.
- Océan Pacifique ;
- Amérique du Sud :
  - Chili ;
  - Argentine ;
  - Paraguay ;
  - Argentine ;
  - Brésil ;
- Océan Atlantique.

Le tableau suivant récapitule le parcours du parallèle :
| Région           | Début                         | Fin                           | Longueur (km) |
| ---------------- | ----------------------------- | ----------------------------- | ------------- |
| Océan Atlantique | 26° 00′ 00″ S, 48° 36′ 00″ O  | 26° 00′ 00″ S, 14° 57′ 29″ E  | 6 516         |
| Namibie          | 26° 00′ 00″ S, 14° 57′ 29″ E  | 26° 00′ 00″ S, 20° 00′ 00″ E  | 517           |
| Afrique du Sud   | 26° 00′ 00″ S, 20° 00′ 00″ E  | 26° 00′ 00″ S, 20° 49′ 12″ E  | 84            |
| Botswana         | 26° 00′ 00″ S, 20° 49′ 12″ E  | 26° 00′ 00″ S, 22° 43′ 34″ E  | 195           |
| Afrique du Sud   | 26° 00′ 00″ S, 22° 43′ 34″ E  | 26° 00′ 00″ S, 31° 06′ 36″ E  | 860           |
| Eswatini         | 26° 00′ 00″ S, 32° 02′ 38″ E  | 26° 00′ 00″ S, 32° 02′ 38″ E  | 96            |
| Mozambique       | 26° 00′ 00″ S, 32° 58′ 48″ E  | 26° 00′ 00″ S, 32° 58′ 48″ E  | 96            |
| Océan Indien     | 26° 00′ 00″ S, 113° 06′ 58″ E | 26° 00′ 00″ S, 113° 06′ 58″ E | 8 216         |
| Australie        | 26° 00′ 00″ S, 153° 09′ 18″ E | 26° 00′ 00″ S, 153° 09′ 18″ E | 4 105         |
| Océan Pacifique  | 26° 00′ 00″ S, 70° 37′ 48″ O  | 26° 00′ 00″ S, 70° 37′ 48″ O  | 13 965        |
| Chili            | 26° 00′ 00″ S, 68° 24′ 25″ O  | 26° 00′ 00″ S, 68° 24′ 25″ O  | 228           |
| Argentine        | 26° 00′ 00″ S, 57° 51′ 00″ O  | 26° 00′ 00″ S, 57° 51′ 00″ O  | 1082          |
| Paraguay         | 26° 00′ 00″ S, 54° 40′ 48″ O  | 26° 00′ 00″ S, 54° 40′ 48″ O  | 325           |
| Argentine        | 26° 00′ 00″ S, 53° 48′ 00″ O  | 26° 00′ 00″ S, 53° 48′ 00″ O  | 90            |
| Brésil           | 26° 00′ 00″ S, 48° 36′ 00″ O  | 26° 00′ 00″ S, 48° 36′ 00″ O  | 533           |

Au total, le parallèle passe pour 22 % de sa longueur au-dessus de terres émergées.

## Frontière

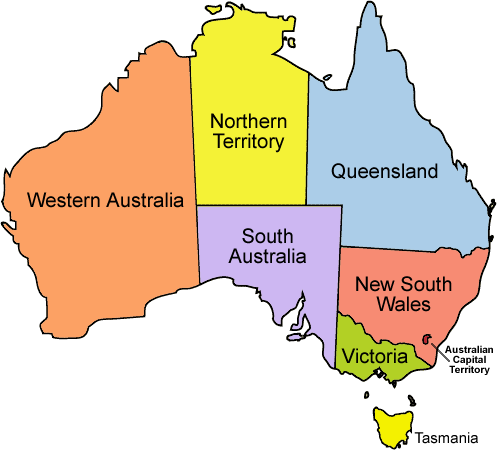
Carte de l'Australie indiquant sa division en États et territoires.

En Australie, le 26e parallèle sud forme la frontière entre le Territoire du Nord et l'Australie-Méridionale et une partie de celle séparant le Queensland et l'Australie-Méridionale. La frontière nord de l'Australie-Méridionale fut située au 26e parallèle à la création de la colonie, le 28 décembre 1836 ; après la création du Queensland en 1860 et du Territoire du Nord en 1911, cette frontière persista.